# Base Claude Bernard
Pour les articles homonymes, voir La Base Claude Bernard.
La Base Claude Bernard ou BCB, est une base de données électronique française référençant l'ensemble des médicaments et produits de santé commercialisés sur le territoire national.

## Historique
Ce projet de base de données électronique sur les médicaments trouve son origine dans la réalisation d'un prototype de recherche élaboré à la faculté de médecine Claude Bernard de Lyon en 1983. C'est donc en hommage à ce médecin et pharmacien célèbre que les pères du projet ont choisi ce nom qui s'est rapidement raccourci en BCB.
En 1985, les personnes ayant collaboré au projet ont décidé de fonder une structure plus à même de continuer le développement de la BCB en relation directe avec les besoins des professionnels de santé. C'est alors que la société RESIP (Recherche et Études des Systèmes Informatiques Professionnels) fut fondée. Depuis 2001, RESIP appartient au groupe CEGEDIM, leader européen du marché des logiciels pour les professionnels de santé.

## Présentation
La Base Claude Bernard est une des 5 bases de données agréées par la Haute Autorité de Santé pour une utilisation par les professionnels de santé.
Pour répondre aux besoins du système de santé français et de ses professionnels libéraux ou hospitaliers, une base de données comme la BCB se doit de rassembler l'ensemble des médicaments et produits de santé (dispositifs médicaux, dermo-cosmétique, diététique, vétérinaire) disponibles sur le marché.
L'utilisation d'une information officielle, ayant valeur de référence, doit être la règle pour fiabiliser l'information diffusée. C'est ainsi que la BCB s'enrichit grâce à un travail d'annotation réalisé par des professionnels de santé, à partir de sources validées : RCP de l'ANSM ou de l'EMA (agence européenne du médicament), documents de la Haute Autorité de Santé et de l'INCa (institut national du cancer), Journal Officiel, etc.
Une telle base, par la richesse de l'information contenue et des fonctionnalités informatiques offertes, permet une utilisation élargie. 
Ainsi l'essor de l'informatique médicale a amené les professionnels de santé à s'équiper d'outils informatiques, à la recherche d'une plus grande sécurisation dans le circuit du médicament.
Sur le plan du grand public, tout un chacun est amené à développer une meilleure connaissance de la relation entre maladies et médicaments, permettant de mieux prendre en charge sa propre santé. Pour apporter une aide efficace, des outils (applications, sites internet) accessibles à tous proposent des fonctionnalités de recherche d'informations officielles, de contrôle d'ordonnance ou de déclaration d'effets indésirables utilisant les informations provenant de bases de données comme la BCB.